# هنجيري كاكاي
قرية هنجيري كاكاي (بالكردية: ھەنجیرەی کاکەیی)‏ هي إحدى قرى ناحية قورة تو في قضاء خانقين ضمن الحدود الإدارية لمحافظة السليمانية لأنها ضمن مناطق إدارة كرميان في إقليم كردستان العراق.